# Красне (Криворізький район)
Кра́сне — село в Україні, Криворізькому районі Дніпропетровської області. 
Орган місцевого самоврядування — Красівська сільська рада. Населення — 53 мешканці.

## Географія
Село Красне знаходиться біля витоків Красінського водосховища, на відстані 0,5 км від села Садове. Село оточене великим масивом садових ділянок. Поруч проходить автомобільна дорога Н11.

## Населення

### Мова
Розподіл населення за рідною мовою за даними перепису 2001 року:
| Мова       | Кількість | Відсоток |
| ---------- | --------- | -------- |
| українська | 49        | 92.45%   |
| російська  | 4         | 7.55%    |
| Усього     | 53        | 100%     |